# Laurência

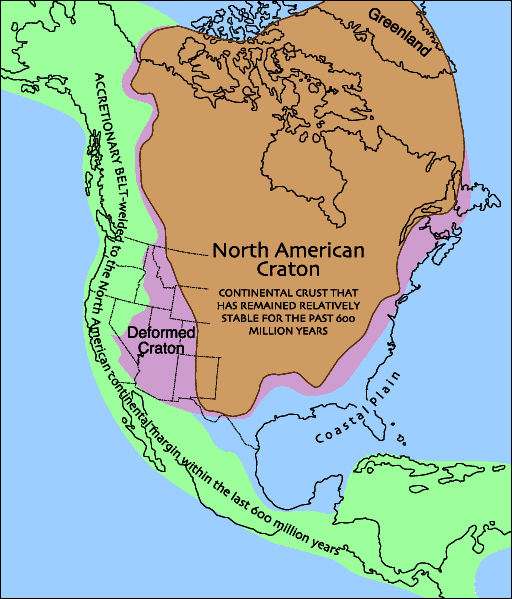
Laurência, também designado por cratão norte-americano.

Laurência (também conhecido como cratão norte-americano), como todos os terrenos cratónicos, foi criada quando os continentes começaram a deslocar-se sobre a superfície da Terra, chocando entre si e afastando-se sucessivamente.
Muitas vezes durante o seu passado, a Laurência foi um continente separado, tal como actualmente sob a forma da América do Norte. Durante outros períodos do seu passado foi parte de um supercontinente. É assim designado devido ao escudo laurenciano sobre ele situado, e que por sua vez deve o seu nome ao rio São Lourenço.
A Laurência deve a sua existência a uma rede de cinturas orogénica do início do Proterozoico. Pequenos microcontinentes e ilhas oceânicas colidiram com a crescente Laurência, e todos juntos formaram o cratão estável que vemos ainda hoje.